# Palazzo San Galgano
Il Palazzo di San Galgano è un edificio storico di Siena che si trova in via Roma al numero 47, a pochi passi da Porta Romana.

## Storia e descrizione
La sua origine risale al XV secolo quando assunse l'uso di residenza cittadina per i monaci dell'Abbazia di San Galgano. Il 24 gennaio 1474 Giovanni di Niccolò, abate del monastero cistercense di San Galgano, dichiara di voler costruire presso la chiesa della Maddalena, «...un casamento in su la strada maestra … con sei porti e due finestrati con una loggia in colonne d'un pezo […], e con bellissimo lavoro a pietre lavorate».
Dell'edificio quattrocentesco si conserva la facciata su via Roma, interamente realizzata, in forme parzialmente diverse da quelle enunciate, in bugnato liscio di arenaria, quale significativa testimonianza di adesione allo stile nuovo del rinascimento fiorentino nella Siena della seconda metà del secolo. Lungo la fascia più bassa della facciata, ad altezza d'uomo, colpisce l'occhio una serie di anelli in ferro sormontati da spade, che ricordano la spada conficcata nella roccia da San Galgano.
Rilevanti trasformazioni furono apportate a partire dalla fine del XVI secolo quando il palazzo divenne sede prima della Congregazione delle Abbandonate e poi delle Vergini del Soccorso. Tra gli interventi più significativi ricordiamo, all'esterno, la loggia in mattoni all'ultimo piano della facciata su via Roma e, all'interno, il cortile porticato (1600) e la Scala Santa con la cappella Chigi (1710). Al 1980 risale la sistemazione attuale a seguito dei lavori di recupero e di adeguamento a sede universitaria.
Nel 1978 il palazzo fu acquisito dall'Università di Siena e divenne la sede della Facoltà di Lettere e Filosofia. In seguito alla recente riforma in vigore dal 1º gennaio 2011, Palazzo San Galgano è divenuto sede del Dipartimento di Scienze Storiche e dei Beni Culturali. Oggi ospita anche svariati laboratori e gli studi di alcuni docenti del Dipartimento di Scienze Sociali, Politiche e Cognitive dell'Università di Siena, provenienti principalmente dall'ex Dipartimento di Filosofia e Scienze Sociali e afferenti all'area degli studi antropologici e sociologici.